# Velika nagrada Australije 2017.
Velika nagrada Australije (službeno: 2017 Formula 1 Rolex Australian Grand Prix) utrka je bolida Formule 1. Održana je 26. ožujka 2017. godine u Melbourneu, u Australiji. To je bila prva utrka sezone 2017.

## Sudionici utrke
| #  | Vozač              | Momčad                           | Šasija            | Motor                             | Guma |
| -- | ------------------ | -------------------------------- | ----------------- | --------------------------------- | ---- |
| 2  | Stoffel Vandoorne  | McLaren-Honda Formula 1 Team     | McLaren MCL32     | Honda RA617H V6 t h 1.6           | P    |
| 3  | Daniel Ricciardo   | Red Bull Racing                  | Red Bull RB13     | TAG Heuer V6 t h 1.6              | P    |
| 5  | Sebastian Vettel   | Scuderia Ferrari                 | Ferrari SF70H     | Ferrari 062 V6 t h 1.6            | P    |
| 7  | Kimi Räikkönen     | Scuderia Ferrari                 | Ferrari SF70H     | Ferrari 062 V6 t h 1.6            | P    |
| 8  | Romain Grosjean    | Haas F1 Team                     | Haas VF-17        | Ferrari 062 V6 t h 1.6            | P    |
| 9  | Marcus Ericsson    | Sauber F1 Team                   | Sauber C36        | Ferrari 059/5 V6 t h 1.6          | P    |
| 11 | Sergio Pérez       | Sahara Force India F1 Team       | Force India VJM10 | Mercedes M00 EQ Power+ V6 t h 1.6 | P    |
| 14 | Fernando Alonso    | McLaren-Honda Formula 1 Team     | McLaren MCL32     | Honda RA617H V6 t h 1.6           | P    |
| 18 | Lance Stroll       | Williams Martini Racing          | Williams FW40     | Mercedes M08 EQ Power+ V6 t h 1.6 | P    |
| 19 | Felipe Massa       | Williams Martini Racing          | Williams FW40     | Mercedes M08 EQ Power+ V6 t h 1.6 | P    |
| 20 | Kevin Magnussen    | Haas F1 Team                     | Haas VF-17        | Ferrari 062 V6 t h 1.6            | P    |
| 26 | Daniil Kvjat       | Scuderia Toro Rosso              | Toro Rosso STR12  | Renault R.E.17 V6 t h 1.6         | P    |
| 27 | Nico Hülkenberg    | Renault Sport Formula One Team   | Renault R.S.17    | Renault R.E.17 V6 t h 1.6         | P    |
| 30 | Jolyon Palmer      | Renault Sport Formula One Team   | Renault R.S.17    | Renault R.E.17 V6 t h 1.6         | P    |
| 31 | Esteban Ocon       | Sahara Force India F1 Team       | Force India VJM10 | Mercedes M08 EQ Power+ V6 t h 1.6 | P    |
| 33 | Max Verstappen     | Red Bull Racing                  | Red Bull RB13     | TAG Heuer V6 t h 1.6              | P    |
| 36 | Antonio Giovinazzi | Sauber F1 Team                   | Sauber C36        | Ferrari 059/5 V6 t h 1.6          | P    |
| 44 | Lewis Hamilton     | Mercedes AMG Petronas Motorsport | Mercedes F1 W08   | Mercedes M08 EQ Power+ V6 t h 1.6 | P    |
| 55 | Carlos Sainz       | Scuderia Toro Rosso              | Toro Rosso STR12  | Renault R.E.17 V6 t h 1.6         | P    |
| 77 | Valtteri Bottas    | Mercedes AMG Petronas Motorsport | Mercedes F1 W08   | Mercedes M08 EQ Power+ V6 t h 1.6 | P    |
| 94 | Pascal Wehrlein    | Sauber F1 Team                   | Sauber C36        | Ferrari 059/5 V6 t h 1.6          | P    |

Na prva dva treninga u petak, Lewis Hamilton u Mercedesu je ostvario najbrže vrijeme
, dok je na trećem treningu u subotu Sebastian Vettel u Ferrariju bio najbrži.
U subotu na kvalifikacijama, Hamilton je osvojio prvo startno mjesto s 0,268 sekundi prednosti ispred Sebastiana Vettela. Drugi startni red pripao je Valtteriju Bottasu i Kimiju Räikkönenu. Daniel Ricciardo izletio je u trećem sektoru te nije ni postavio vrijeme u završnoj kvalifikacijskoj rundi.
Hamilton je na startu poveo utrku ispred Vettela i bio u vodstvu sve do ulaska u bokseve. Tada je zapeo iza Maxa Verstappena u Red Bullu, što je omogućilo Vettelu da ga pretekne kroz bokseve, te vodstvo zadrži do kraja utrke. 
Daniel Ricciardo starto je iz boksa zbog problema s mjenjačem. Nakon odličnog šestog vremena u kvalifikacijama, Romain Grosjean je morao odustati u 13. krugu. U 49. krugu Esteban Ocon i Nico Hülkenberg, u troboju, pretekli su Fernanda Alonsa. Španjolac je odustao u sljedećem krugu, a Ocon osvojio svoj prvi bod u Formuli 1. Bila je ovo prva pobjeda Ferrarija od Velike nagrade Singapura 2015.

### Rezultati kvalifikacija
| Poz. | Br. | Vozač              | Konstruktor          | Kvalifikacijska vremena | Kvalifikacijska vremena | Kvalifikacijska vremena | Grid |
| Poz. | Br. | Vozač              | Konstruktor          | Q1                      | Q2                      | Q3                      | Grid |
| ---- | --- | ------------------ | -------------------- | ----------------------- | ----------------------- | ----------------------- | ---- |
| 1.   | 44  | Lewis Hamilton     | Mercedes             | 1:24.291                | 1:23.251                | 1:22.188                | 1.   |
| 2.   | 5   | Sebastian Vettel   | Ferrari              | 1:25.510                | 1:23.401                | 1:22.456                | 2.   |
| 3.   | 77  | Valtteri Bottas    | Mercedes             | 1:24.514                | 1:23.215                | 1:22.481                | 3.   |
| 4.   | 7   | Kimi Räikkönen     | Ferrari              | 1:24.352                | 1:23.376                | 1:23.033                | 4.   |
| 5.   | 33  | Max Verstappen     | Red Bull-TAG Heuer   | 1:24.482                | 1:24.092                | 1:23.485                | 5.   |
| 6.   | 8   | Romain Grosjean    | Haas-Ferrari         | 1:25.419                | 1:24.718                | 1:24.074                | 6.   |
| 7.   | 19  | Felipe Massa       | Williams-Mercedes    | 1:25.099                | 1:24.597                | 1:24.443                | 7.   |
| 8.   | 55  | Carlos Sainz Jr.   | Toro Rosso-Renault   | 1:25.542                | 1:24.997                | 1:24.487                | 8.   |
| 9.   | 26  | Daniil Kvyat       | Toro Rosso-Renault   | 1:25.970                | 1:24.864                | 1:24.512                | 9.   |
| 10.  | 3   | Daniel Ricciardo   | Red Bull-TAG Heuer   | 1:25.383                | 1:23.989                | —                       | 15.1 |
| 11.  | 11  | Sergio Pérez       | Force India-Mercedes | 1:25.064                | 1:25.081                |                         | 10.  |
| 12.  | 27  | Nico Hülkenberg    | Renault              | 1:24.975                | 1:25.091                |                         | 11.  |
| 13.  | 14  | Fernando Alonso    | McLaren-Honda        | 1:25.872                | 1:25.425                |                         | 12.  |
| 14.  | 31  | Esteban Ocon       | Force India-Mercedes | 1:26.009                | 1:25.568                |                         | 13.  |
| 15.  | 9   | Marcus Ericsson    | Sauber-Ferrari       | 1:26.236                | 1:26.465                |                         | 14.  |
| 16.  | 36  | Antonio Giovinazzi | Sauber-Ferrari       | 1:26.419                |                         |                         | 16.  |
| 17.  | 20  | Kevin Magnussen    | Haas-Ferrari         | 1:26.847                |                         |                         | 17.  |
| 18.  | 2   | Stoffel Vandoorne  | McLaren-Honda        | 1:26.858                |                         |                         | 18.  |
| 19.  | 18  | Lance Stroll       | Williams-Mercedes    | 1:27.143                |                         |                         | 20.1 |
| 20.  | 30  | Jolyon Palmer      | Renault              | 1:28.244                |                         |                         | 19.  |

- ^  Daniel Ricciardo i Lance Stroll su dobili kaznu od pet mjesta na gridu zbog promjene mjenjača.

### Rezultati utrke
| Poz. | Br. | Vozač              | Konstruktor          | Krugovi | Vrijeme / Razlog odustajanja | Grid | Bodovi |
| ---- | --- | ------------------ | -------------------- | ------- | ---------------------------- | ---- | ------ |
| 1.   | 5   | Sebastian Vettel   | Ferrari              | 57      | 1:24:11.672                  | 2.   | 25     |
| 2.   | 44  | Lewis Hamilton     | Mercedes             | 57      | +9.975                       | 1.   | 18     |
| 3.   | 77  | Valtteri Bottas    | Mercedes             | 57      | +11.250                      | 3.   | 15     |
| 4.   | 7   | Kimi Räikkönen     | Ferrari              | 57      | +22.393                      | 4.   | 12     |
| 5.   | 33  | Max Verstappen     | Red Bull-TAG Heuer   | 57      | +28.827                      | 5.   | 10     |
| 6.   | 19  | Felipe Massa       | Williams-Mercedes    | 57      | +1:23.386                    | 7.   | 8      |
| 7.   | 11  | Sergio Pérez       | Force India-Mercedes | 56      | +1 krug                      | 10.  | 6      |
| 8.   | 55  | Carlos Sainz Jr.   | Toro Rosso-Renault   | 56      | +1 krug                      | 8.   | 4      |
| 9.   | 26  | Daniil Kvyat       | Toro Rosso-Renault   | 56      | +1 krug                      | 9.   | 2      |
| 10.  | 31  | Esteban Ocon       | Force India-Mercedes | 56      | +1 krug                      | 13.  | 1      |
| 11.  | 27  | Nico Hülkenberg    | Renault              | 56      | +1 krug                      | 11.  |        |
| 12.  | 36  | Antonio Giovinazzi | Sauber-Ferrari       | 55      | +2 kruga                     | 16.  |        |
| 13.  | 2   | Stoffel Vandoorne  | McLaren-Honda        | 55      | +2 kruga                     | 18.  |        |
| -    | 14  | Fernando Alonso    | McLaren-Honda        | 50      | Karoserija                   | 12.  |        |
| -    | 20  | Kevin Magnussen    | Haas-Ferrari         | 46      | Suspenzija                   | 17.  |        |
| -    | 18  | Lance Stroll       | Williams-Mercedes    | 40      | Kočnice                      | 20.  |        |
| -    | 3   | Daniel Ricciardo   | Red Bull-TAG Heuer   | 25      | Tlak goriva                  | -1   |        |
| -    | 9   | Marcus Ericsson    | Sauber-Ferrari       | 21      | Hidraulika                   | 14.  |        |
| -    | 30  | Jolyon Palmer      | Renault              | 15      | Kočnice                      | 19.  |        |
| -    | 8   | Romain Grosjean    | Haas-Ferrari         | 13      | Curenje vode                 | 6.   |        |

- ^  Daniel Ricciardo je startao iz boksa.

| Najbrži krug utrke | Kimi Räikkönen 1:26.538                                                                                             |
| Vodstvo u utrci    | Lewis Hamilton (1-16) Sebastian Vettel (17-22) Valtteri Bottas (23-24) Kimi Räikkönen (25) Sebastian Vettel (26-57) |

### Ukupni poredak nakon 1 od 20 utrka
| Poz. | Vozač            | Bodovi |
| ---- | ---------------- | ------ |
| 1.   | Sebastian Vettel | 25     |
| 2.   | Lewis Hamilton   | 18     |
| 3.   | Valtteri Bottas  | 15     |
| 4.   | Kimi Räikkönen   | 12     |
| 5.   | Max Verstappen   | 10     |
| 6.   | Felipe Massa     | 8      |
| 7.   | Sergio Pérez     | 6      |
| 8.   | Carlos Sainz Jr. | 4      |
| 9.   | Daniil Kvyat     | 2      |
| 10.  | Esteban Ocon     | 1      |

| Poz. | Konstruktor          | Bodovi |
| ---- | -------------------- | ------ |
| 1.   | Ferrari              | 37     |
| 2.   | Mercedes             | 33     |
| 3.   | Red Bull-TAG Heuer   | 10     |
| 4.   | Williams-Mercedes    | 8      |
| 5.   | Force India-Mercedes | 7      |
| 6.   | Toro Rosso-Renault   | 6      |

Formula 1 – sezona 2017. → Sljedeća utrka -  Velika nagrada Kine 2017.